# Android 13
Android 13 je třináctá hlavní verze a celkově dvacátá verze operačního systému Android, vydaná 15. srpna 2022.

## Historie

logo Androidu 13 pro vývojářské a beta verze

Třináctá verze Androidu (interně označována Tiramisu) byla poprvé oznámena 10. února 2022, přibližně čtyři měsíce po vydání stabilní verze Androidu 12, a bezprostředně poté byla vydána první vývojářská verze pro zařízení Google Pixel. Druhá vývojářská verze následovala v březnu, poté již začaly vycházet beta verze, z nichž první byla vydána 26. dubna, druhá následovala 11. května během konference Google I/O. Třetí beta verze vyšla v červnu, k vydání poslední beta verze došlo v červenci. Plná verze Androidu 13 byla vydána 15. srpna 2022.

## Nové funkce
Oproti starším verzím Android 13 nově začal zobrazovat počet spuštěných aplikací ve spodní části notifikačního panelu, kliknutím lze zobrazit stránku pro jejich správu.
Od druhé beta verze má Pixel Launcher nové vyhledávací pole, jehož prostřednictvím je možno vyhledávat nejen nainstalované aplikace, ale také v rámci internetu. Přidána byla mimo jiné i možnost volit si jazyky jednotlivých aplikací přímo v nastavení zařízení.